# アバ・ボックス〜サンキュー・フォー・ザ・ミュージック
| 専門評論家によるレビュー          | 専門評論家によるレビュー |
| レビュー・スコア                  | レビュー・スコア         |
| 出典                              | 評価                     |
| --------------------------------- | ------------------------ |
| AllMusic                          | [ 1 ]                    |
| The Encyclopedia of Popular Music | [ 2 ]                    |
| Select                            | [ 3 ]                    |

『アバ・ボックス〜サンキュー・フォー・ザ・ミュージック』(Thank You for the Music)は、スウェーデンの音楽グループ、ABBAが1994年10月31日に発売したボックス・セット。4枚組に66曲が収録されており、最初の3枚は1972年から1982年の活動停止にいたるまでに発表した全てのシングル、多くのB面、そしていくつかのアルバム収録曲が年代順に収められている。4枚目は完全未発表を含むレア曲を収録しており、中でも23分に渡る「アバ・アンディリーティド」の中には2021年のアルバム『ヴォヤージ』で収録されることになる「ジャスト・ア・ノーション」も含まれている。このボックス・セットで初CD化となった楽曲も多い。
2008年にはパッケージを小型化して、ブックレットを改訂したものが再発売された。

## 歴史
ポリグラムがABBAのカタログを持つポーラー・ミュージックを買収した1989年頃からボックス・セットを発売する企画は浮上していたが、1992年に1枚組のヒット・コンピレーション『アバ・ゴールド』を発売することで企画は落ち着いた。しかし『アバ・ゴールド』は多大な成功を収め、10年以上前に解散していたグループが再び脚光を浴びるきっかけとなった。続く『アバ・ゴールド II』には1982年に録音されていた二つの未発表曲「ジャスト・ライク・ザット」と「アイ・アム・ザ・シティ」が用意され、結果的に後者が収録されることになった。この『アバ・ゴールド II』もヒットを記録したことから、元のボックス・セットの企画が再び動き出すことになった。
1993年、歴史学者のカール・マグナス・パルムとABBAのメンバー、ベニー・アンダーソンとビョルン・ウルヴァース、ABBAのレコーディング・エンジニアを務めたマイケル・トレトウはボックス・セットに収録できる更なる未発表曲がないか、ABBAのアーカイブを辿った。その結果、「サンキュー・フォー・ザ・ミュージック」の初期ヴァージョン（ドリス・デイ・ヴァージョンとも呼ばれる）、1979年に録音した「ドリーム・ワールド」、1980年の「プット・オン・ユア・ホワイト・ソンブレロ」の3曲がそのままボックスに収録されることになった。その他に見つかった15曲の未発表素材はフルで収録されることなく、その一部をメドレー化して「アバ・アンディリーティド」として収録された。メドレーの中に収録されている「ジャスト・ア・ノーション」はのちに再録音され、2021年のアルバム『ヴォヤージ』に収録された。

## 収録曲

### ディスク1
1. ピープル・ニード・ラヴ
2. 見知らぬ街の少女
3. ヒー・イズ・ユア・ブラザー
4. ラヴ・イズント・イージー
5. リング・リング
6. 恋のウォータールー
7. 落葉のメロディ
8. ハニー・ハニー
9. 皆なで踊ろう
10. ソー・ロング
11. アイヴ・ビーン・ウェイティング・フォー・ユー
12. アイ・ドゥ・アイ・ドゥ
13. SOS
14. ママ・ミア
15. 悲しきフェルナンド
16. ダンシング・クイーン
17. ザッツ・ミー
18. ホェン・アイ・キッスト・ザ・ティーチャー
19. マネー、マネー、マネー
20. クレイジー・ワールド
21. マイ・ラヴ, マイ・ライフ

### ディスク2
1. ノウイング・ミー・ノウイング・ユー
2. ハッピー・ハワイ
3. きらめきの序曲
US向けのプロモ・エディットで収録。
4. アイ・ワンダー(デパーチャー) (ライヴ・ヴァージョン)
5. イーグル
6. テイク・ア・チャンス
7. サンキュー・フォー・ザ・ミュージック
8. サマー・ナイト・シティ（フル・レンス・ヴァージョン）
完全未発表ヴァージョン。
9. チキチータ
10. ラヴライト
11. ダズ・ユア・マザー・ノウ
12. ヴーレ・ヴー
13. エンジェルアイズ
14. ギミー!ギミー!ギミー!
15. アイ・ハヴ・ア・ドリーム

### ディスク3
1. ザ・ウィナー
2. エレイン
3. スーパー・トゥルーパー
4. レイ・オール・ユア・ラヴ・オン・ミー
5. オン・アンド・オン・アンド・オン
6. アワ・ラスト・サマー
7. ザ・ウェイ・オールド・フレンズ・ドゥ
8. ザ・ビジターズ
9. ワン・オブ・アス
10. シュッド・アイ・ラーフ・オア・クライ
11. ヘッド・オーバー・ヒールズ
12. ホェン・オール・イズ・セッド・アンド・ダン
13. ライク・アン・エンジェル~夢うつろ
14. ザ・デイ・ビフォア・ユー・ケイム
15. カサンドラ
16. アンダー・アタック

### ディスク4
1. プット・オン・ユア・ホワイト・ソンブレロ
完全未発表曲。
2. ドリーム・ワールド
完全未発表曲。
3. サンキュー・フォー・ザ・ミュージック（アーリー・ヴァージョン）
完全未発表ヴァージョン。
4. ヘイギヤムレマン
5. メリー・ゴー・ラウンド
6. サンタ・ローザ
7. 木枯しの少女
8. ピック・ア・ベイル・オブ・コットン / オン・トップ・オブ・オールド・スモーキー /ミッドナイト・スペシャル (メドレー)
9. ユー・オウン・ミー・ワン
10. スリッピング・スルー / ミー・アンド・アイ
テレビ番組『ディック・キャヴェット・ミーツ・ABBA』出演時のライヴ音源
11. アバ・アンディレーティド
Scaramouche / サマー・ナイト・シティ (アーリー・ヴァージョン） / テイク・ア・チャンス（アーリー・インストゥルメント・ヴァージョン） / Baby (「ロック・ミー」の初期ヴァージョン) / Just a Notion / Rikky Rock 'n' Roller / Burning My Bridges / 悲しきフェルナンド (フリーダによるスウェーデン語の初期ヴァージョン) / Here Comes Rubie Jamie / Hamlet III Part 1 & 2 / Free as a Bumble Bee / Rubber Ball Man / Crying Over You / Just Like That / Givin' a Little Bit More
12. 恋のウォータールー (フランス・スウェーデン語ヴァージョン)
13. リング・リング (スウェーデン・スペイン・ドイツ語ヴァージョン)
14. ハニー・ハニー (スウェーデン語ヴァージョン)